# Isola Grande (Rio de Janeiro)
L'Isola Grande (in portoghese: Ilha Grande) è un'isola dell'Oceano Atlantico che si trova in Brasile, nel comune di Angra dos Reis  nello stato di Rio de Janeiro. La principale località è Vila do Abraão, con circa 3.000 abitanti; la principale attività dell'isola è la pesca e più recentemente il turismo.

## Storia
Durante gran parte del XIX secolo l'isola ha ospitato un locale per mettere in quarantena coloro che, ammalati, provenivano dall'estero prima di andare a Rio de Janeiro e più tardi si trasformò in una colonia per gli ammalati di lebbra. Nel 1903 venne edificata la colonia penale Cândido Mendes in cui venivano reclusi i più pericolosi criminali del Brasile. Il penitenziario venne chiuso nel 1994 per consentire lo sviluppo turistico dell'isola.
Tra coloro che vennero messi in quarantena nell'Isola Grande vi furono nel 1896 i marinai dell'incrociatore italiano Lombardia che avevano raggiunto il 17 dicembre Rio de Janeiro, dove era in corso una epidemia di febbre gialla che stava mietendo migliaia di vittime tra la popolazione. I membri dell’equipaggio della nave si erano adoperati per soccorrere gli ammalati, ma contrassero anche loro il morbo, tanto che ben 137 marinai morirono per essere stati contagiati e tra loro il Comandante Olivari, che fu tra i primi a soccombere, vari ufficiali e sottufficiali e il medico di bordo Fermo Zannoni, noto per essere campione di scacchi. Coloro che sopravvissero al contagio vennero messi in quarantena nell'Isola Grande, e gli ammalati vennero assistiti dai Salesiani.

## Geografia
La sua superficie si estende su un'area di 193 km² e le coste molto frastagliate si estendono per circa 130 km con 34 punte o piccole penisole, sette insenature e centosei spiagge.
L'isola è prevalentemente montuosa, e i suoi picchi maggiori sono il Pico da Pedra d'Agua con 1031 metri sul livello del mare seguito dal Pico do Papagaio, alto 982 metri. Gran parte della superficie dell'isola si trova all'interno delle aree naturali protette del Parque Estatal de Ilha Grande e del Parque Marino de Aventureiro.